# Копнена војска Немачке
Копнена војска Немачке је саставни део Војске Немачке задужен првенствено за одбрану свих копнених територија Немачке. Седиште Копнене војске је у Штраусбергу. Један део војника су припадници снага КФОР-а и ИСАФ-а. У саставу се налазе многе службе, као што су: падобранске, планинске, јегер трупе, панциргренадир, панцир тј. тенковске, специјалне, артиљеријске и санитетске трупе.

## Историја
Немачка војска опремљена, организована и обучена према јединственој доктрини и трајно уједињена под једном командом створена је 1871. године током уједињења Немачке под вођством Пруске . Од 1871. до 1919. године, назив Деутсцхес Хеер (Немачка војска) је био званични назив немачких копнених снага. Након немачког пораза у Првом светском рату и краја Немачког царства, главна војска је распуштена. Од 1921. до 1935. име немачких копнених снага било је Рајхшир (Војска царства), а од 1935. до 1945. године коришћен је назив Хер . Хеер је била једна од две копнене снаге Трећег Рајха током Другог светског рата, али, за разлику од Хеер-а, Вафен-СС није био огранак Вермахта, већ је био борбена снага под сопственим Сцхутзстаффел -ом (СС) Нацистичке партије . Хеер је званично распуштен у августу 1946.
Након Другог светског рата, Немачка је била подељена на Савезну Републику Немачку (Западна Немачка) и Немачку Демократску Републику (Источна Немачка), које су обе формирале своје оружане снаге: 12. новембра 1955. први регрути почели су своју службу у Западној Немачкој.Док су 1. марта 1956. основане источнонемачке Ландстреиткрафте дер НВА (Копнене снаге Народне народне армије). Током Хладног рата, војска Западне Немачке је била у потпуности интегрисана у командну структуру НАТО -а, док су Ландстреиткрафте биле део Варшавског пакта . Након процеса поновног уједињења Немачке 1990. године, Ландстреиткрафте је делимично интегрисан у немачку војску. Од тада, Немачка војска је ангажована у мировним операцијама широм света, а од 2002. године иу борбеним операцијама у Авганистану као део НАТО-ових међународних безбедносних снага за помоћ .